# Godfrey Lowell Cabot
Godfrey Lowell Cabot (Boston, 26 februari 1861 - aldaar, 2 november 1962) was een Amerikaanse industrieel die de Cabot Corporation oprichtte.

## Biografie

### Jeugd
Godfrey Lowell Cabot werd geboren in Boston, Massachusetts en ging naar de Boston Latin School. Zijn vader was Dr. Samuel Cabot III, een eminente chirurg, en zijn moeder was Hannah Lowell Jackson Cabot. Hij had zeven broers/zussen: drie hiervan zijn Lilla Cabot (geb. 1848), een van de eerste Amerikaanse impressionistische kunstenaars, Samuel Cabot IV (geb. 1850), chemicus en oprichter van Cabot Stains en Dr. Arthur Tracy Cabot (geb. 1852), een progressieve chirurg.
Cabot ging een jaar naar het Massachusetts Institute of Technology, voordat hij in 1882 afstudeerde aan het Harvard College met een Bachelor of Science in scheikunde. Hij was een beroemde luchtvaartpionier en piloot van de Amerikaanse marine tijdens de Eerste Wereldoorlog. Hij richtte ook de Aero Club of New England op.

### Carrière
Cabot richtte in 1982 Godfrey L. Cabot, Inc. en daarna Cabot Corporation op. Het werd een industrieel imperium dat carbon blackfabrieken en tienduizenden acres land, rijk aan gas, olie en andere mineralen omvatte; 1.600 km pijpleiding; zeven bedrijven met wereldwijde activiteiten; drie installaties voor het omzetten van aardgas in benzine en een aantal onderzoekslaboratoria.
In 1890 was Cabot Corporation de op drie na grootste producent van Amerika geworden van carbon black, dat werd gebruikt in producten als inkt, schoenpoets en verf. Maar met de daaropvolgende opkomst en populariteit van auto's, kwam er veel meer vraag naar carbon black, aangezien er zes pond van nodig was voor de productie van een enkele autoband en Cabots inkomsten schoten omhoog.

#### Filantropisch werk
Cabot was ook een belangrijke weldoener van het MIT, voornamelijk in zonneonderzoek, wat resulteerde in belangrijke ontdekkingen in fotochemie, thermische elektriciteit en in de bouw van experimentele huizen die hun energie betrokken uit zonlicht. Hij vestigde ook de Godfrey L. Cabot Award voor de bevordering van de luchtvaart, de Harvard's Maria Moors Cabot Foundation voor botanisch onderzoek, de jaarlijkse Maria Moors Cabot-prijs uitgereikt door de Columbia University Graduate School of Journalism, evenals een bijzonder hoogleraarschap aan de instelling. In 1973 werd de Godfrey Lowell Cabot Science Library van Harvard naar hem vernoemd.
Cabot had connecties met president Calvin Coolidge. Er bestaat ook een audio-opname van een discussie tussen Cabot en Dwight D. Eisenhower over de invloed van de publieke opinie op het regeringsbeleid, het communisme, de Sovjet-Unie, de luchtvaart en V-2-raketten in 1950, bewaard door het Miller Center of Public Affairs.
Toen hij al in de negentig was, sponsorde Cabot de restauratie van het complete Kronosaurus-skelet van het Harvard Museum of Comparative Zoology (MCZ). Omdat hij al van kinds af aan geïnteresseerd was in zeeslangen en dus vaak MCZ-directeur Alfred Romer ondervroeg over het bestaan en de meldingen van zeeslangen, kwam het bij Dr. Romer op om Mr. Cabot te vertellen over het Kronosaurus-skelet in de museumkelder. Godfrey Cabot vroeg dus hoeveel een restauratie zou kosten en Romer antwoordde: "Oh, ongeveer $ 10.000". Romer nam dit misschien niet serieus, maar de filantroop duidelijk wel want een cheque voor dat bedrag werd kort daarna overhandigd.

#### Watch and Ward Society
Cabot wijdde ook zijn middelen aan de controversiële activistische organisatie die bekend staat als de New England Society for the Suppression of Vice in Boston. Voordat Cabot erbij betrokken was, had het genootschap zijn sporen verdiend door te helpen bij het instellen van aanklachten wegens obsceniteit tegen het boek Leaves of Grass van Walt Whitman. Onder leiding van Cabot gebruikte de organisatie, omgedoopt tot Watch and Ward Society, economische, sociale en juridische druk en zelfs intimidatietechnieken om de verkoop en distributie van boeken te blokkeren, die ze om morele redenen afkeurden. Onder de schrijvers waartegen zij bezwaar maakten, waren Conrad Aiken, Sherwood Anderson, John Dos Passos, Theodore Dreiser, William Faulkner, Ernest Hemingway, Aldous Huxley, James Joyce, Sinclair Lewis, Bertrand Russell, Upton Sinclair en H.G. Wells.
Terwijl hij president was, plaatste hij afluisterapparatuur in het kantoor van officier van justitie Joseph C. Pelletier. Cabot rechtvaardigde dit door te zeggen dat hij belastend bewijs nodig had om Pelletier uit zijn ambt te zetten. Het genootschap had ook een privédetective ingehuurd om de officier van justitie twee jaar te observeren. Het Hooggerechtshof van Massachusetts vond Pelletier schuldig aan tien van de eenentwintig aanklachten en zette hem uit zijn ambt.

## Privéleven en overlijden
Op 23 juni 1890 trouwde Cabot met Maria B. Moors. Ze kregen vijf kinderen. Cabot overleed in november 1962 op 101-jarige leeftijd.